# Ernesto Jerez
Ernesto Antonio Jerez Bueno (Santiago de los Caballeros, 9 de diciembre de 1967) es un locutor y comentarista deportivo dominicano. Voz oficial de las Grandes Ligas de Béisbol por ESPN Deportes e ESPN Latinoamérica y colaborador de ESPNdeportes.com.  
Jerez se hizo famoso por narrar las retransmisiones de ESPN Latinoamérica con su latiguillo "Sólido, conectando. A lo profundo..." y "¡No ... no, no, no, no, no .. .! ¡Dígale que no a esa pelota!".

## Primeros años y estudios
Jerez nació en Santiago de los Caballeros el 9 de diciembre de 1967. Hijo de Ángel Alejandro Jerez Matos y Dulce María Bueno Núñez.
Estudió secundaria en el Instituto Evangélico de Santiago, luego participó en el AFS Student Exchange Program.
Se hizo un Bachelor of Arts en negocios en la Pontificia Universidad Católica Madre y Maestra, en 1991. También se graduó en periodismo en Northeast Broadcast School, Boston en 1995.
En mayo de 2015 Jerez recibió el Premio Emmy de la TV Deportiva por parte de la academia de Artes y Ciencias de la Televisión Americana en la categoría de Personalidad de TV Deportiva En Español del Año. Jerez ganó el premio en su segunda edición de la entrega superando a José Ramón Fernández, Enrique Bermúdez, Andrés Cantor y Marion Reimers como nominados. Además fue el primer ganador de Emmy en español para la cadena ESPN en la historia y primer ganador no relacionado al fútbol en el ámbito.

## Carrera
Jerez ganó notoriedad narrando transmisiones de la MLB para ESPN Latinoamérica, acuñando las frases "Sólido, conectando. A lo profundo..." y "¡no... nono, nono...! ¡Dígale que no a esa pelota!" en cada jonrón.
Anunció la programación de programas en el Discovery Channel para América Latina.
Fue contratado por ESPN Latinoamérica en 1995 para la edición de SportsCenter International, con Michele LaFountain.
También ha narrado las retransmisiones de NBA on NBC de NBC Sports, NBA on TNT de la cadena TNT y NBA on ABC de ESPN on ABC.

## Historia del "¡No ... no, no, no, no, no .. .! ¡Dígale que no a esa pelota!"
La historia de la frase se remonta a 1997, cuando él narraba un partido, pero solo se grabó el video, mas no el audio, así que cuando se trasmitió el juego en forma diferida tuvieron que volver a narrarlo: "Tuvimos que rehacer el partido y mi compañero Luis Alfredo Álvarez se adelantaba porque ya teníamos el box score y eso me hacía reír. En los comerciales, le decía `oye, la gente se va a dar cuenta de que ya hicimos este partido y que no es en vivo"". Para entonces, Jerez se había pasado toda la tarde diciendo "no, no, no", y en una jugada, para empatar a su compañero (en errores), "vino un cuadrangular y empecé a decir `no, no, no" y fue cuando salió el `díganle que no a esa pelota". Después, surgió la primera parte de la frase, el "a lo profundooo", para dar tiempo a la jugada porque "uno no sabe si se va a ir la pelota", según palabras de Jerez.

## Nominación al Salón de la Fama de Cooperstown
El 2 de noviembre de 2020, Ernesto Jerez fue nominado al Premio Ford Frick, que conduce a los relatores deportivos al Salón de la Fama de Cooperstown, informaron las autoridades del organismo.

## Citas
- "A lo profundooo y nooo, no, no, no, no, no... !Díganle que no a esa pelota!" (cuadrangular).
- "Joyita a la defensiva" (jugada defensivamente espectacular).
- "Oh... ¿En serio?" (jugada defensivamente espectacular).
- "Sentenciado" (ponche cantado o out a un corredor).
- "Swing y abanica" (ponche tirándole).
- "Buenos días, buenas tardes y buenas noches" (ponche con 3 lanzamientos).
- "A ver" (antes de cada lanzamiento en momentos de tensión).
- "¿La pido para hoy o para llevar?" (cuando un dirigente se tarda en pedir la repetición instantánea).
- "Que no se diga más, solo play ball" (al terminar el pre-juego)
- "No hay dónde ponerlos" (cuando se llenan las bases)
- "El sufrimiento viene incluido" (partidos muy reñidos)
- "Juego nuevo" (se empata el partido en entradas avanzadas)

- "¿Le puedo ayudar? ¡No, solo estoy mirando! ( Cuando el jugador es ponchado y no se da cuenta)

- "Va a ser un souvenir" (Cuando batean un foul al público).

- "¡El disparo, el corredor! (Cuando se intenta sacar out a un jugador corriendo las bases).

- "¡Se animan los locales!" (Cuando el público se alienta al equipo en jugada definitoria).

- Aloooo, manín, y el Angelillo? Y Pancho llegó? (Cuando el mánager realiza una llamada al bullpen).
- "Siéntate" (Cuando el jugador es ponchado y lo mandan al dugout).
- "No lo haga" (Para advertir de la transmisiones ilegales).
- "Lo hacemos una vez más" (cuando regresa a narrar el siguiente lanzamiento del pitcher)

Igualmente, algunas frases que le caracterizan en las transmisiones de baloncesto en español, son las siguientes:
- "Desde tercera dimensión" o "la haló a distancia" (Cuando hacen un lance de tres puntos).
- "Desde Saturno" (cuando hacen un lanzamiento desde extra larga distancia).
- "Haló el gatillo" (Cuando toman un lance desde media distancia)
- "Poniendo orden en la casa" (cuando se recupera un rebote ofensivo o un tapeo).
- "Quemando las mallas" (Cuando encestan sin tocar el aro).
- "Levantando las manos" (Cuando encestan desde la línea de 3).
- "Poniendo la basura en su lugar" (Cuando hay un tapeo con un donqueo)
- "Y no es voleibol" (Cuando un jugador realiza un bloqueo)
- "Estremeciendo su casa" (Cuando un jugador realiza un Slam dunk)